# Château royal de Collioure
Pour les articles homonymes, voir CRC.
Le château royal de Collioure (catalan : Castell reial de Cotlliure) est un ensemble fortifié situé sur la commune de Collioure, dans le département des Pyrénées-Orientales.
Le château proprement dit est médiéval. La première mention que nous possédons date du début du XIIIe siècle. Il fut érigé sur l'emplacement d'un village fortifié au VIIe siècle. Il a ensuite été remanié de la fin du XIIIe au XVIIe siècle en étant incorporé à une citadelle qui a progressivement repoussé toutes les habitations vers deux criques de part et d'autre du site. Sept siècles de travaux ont superposé les différents édifices qui ont abouti au monument actuel.
L'ensemble des campagnes d'aménagement témoigne du changement de fonction de la résidence royale à la citadelle qui fait l’objet d’un classement au titre des monuments historiques depuis le 14 novembre 1922.

## Histoire du château

### Origines du site
Le site est occupé depuis l'Antiquité par les Grecs, les Carthaginois, les Romains, puis plus tard par les Wisigoths et les Omeyyades.
Au Moyen Âge c’est une ville de négociants, d’armateurs et de marchands du commerce méditerranéen. La ville de Collioure s'appelle dans les textes latins du Moyen Âge Caucoliberis. C'est le port d' Illiberis, Elne. Le Castellum Caucoliberi est pris par le roi wisigoth Wamba en 673. Le 9 juillet 981, le roi Lothaire concède à Guifré, comte d'Empúries, de Peralada et de Roussillon, les terres désertes situées au bord de la mer, entre Collioure et Banyuls et lui ordonne de fortifier Collioure. Gausfred Ier d'Empuries (991-1013) a été comte de Roussillon après le partage des biens de son père avec son frère Hug d'Empúries (991-1040). En 1172, à la mort du dernier comte du Roussillon, Girard II de Roussillon, la ville est devenue la propriété d'Alphonse II d'Aragon, comte de Barcelone et roi d'Aragon. Dans le château séjournent successivement le roi Pierre II et sa femme Marie de Montpellier, puis leur fils le roi Jaume Ier le conquérant .

### Le château des rois de Majorque
La partie médiévale du château date essentiellement du XIIIe – XIVe siècle. Après la mention en 1207 d’une fortification, des travaux sont évoqués en 1242 et 1272. Collioure et son port permettent les échanges maritimes entre les comtés catalans septentrionaux du Roussillon et de la Cerdagne avec Barcelone.
En 1262 lors de la rédaction de son testament, Jacques Ier d'Aragon a partagé son royaume et créé le Royaume de Majorque sur le principe de l'apanage entre ses deux fils. Pierre III d'Aragon est roi d'Aragon, et son frère cadet, Jaume II est roi de Majorque, comte de Roussillon et de Cerdagne. Le château et sa ville sont donnés en douaire aux diverses reines. Le roi d'Aragon n'accepte pas ce partage. Les rois de Majorque connaissant cette menace vont renforcer les défenses de la ville. En 1280, Jacques II fait détruire plusieurs maisons pour permettre l'extension des fortifications.
Pendant la croisade d'Aragon, conflit franco-aragonais, qui commence en 1284, Philippe III le Hardi est allié à Jacques II de Majorque contre le roi d'Aragon, Pierre III. L'armée française atteinte de dysenterie doit se replier et Philippe III en meurt à Perpignan. Pierre III assiège Collioure, sans succès, et met le feu à la vieille ville.
Le 16 mai 1344, l'armée de Pierre IV d'Aragon entre dans le Roussillon avec l'appui du roi de France Philippe VI et investit Collioure le 13 juin par terre et par mer. La ville doit capituler le 24 juin et Pierre IV y entre le 26 juin. Le royaume de Majorque et le comté de Roussillon sont retirés à Jacques III de Majorque qui ne conserve que la seigneurie de Montpellier qu'il a ensuite vendue au roi de France.
En 1346, et après avoir acheté le « palais » aux Hospitaliers ayant fait démolir la maison originelle des Templiers, Pierre IV décide de détruire aussi l'église Sainte-Marie-Madeleine contiguë aux fossés et fait transférer le culte dans la grande salle des Hospitaliers qui lui est adjacente. Ce nouveau lieu de culte est accessible pour les habitants par un pont et par une porte dans l'enceinte pour les habitants du château. La porte principale du château est établie dans la nouvelle courtine ouest. L'ordre de paiement de la fin des travaux est daté du 7 des calendes de juillet 1347.
Le pape Benoît XIII y réside en 1408 et en 1415.

En 1454, Alphonse V d'Aragon fait construire une barbacane devant la porte du château par Bérenger d'Oms, gouverneur du royaume de Majorque et châtelain de Collioure. En 1465, pendant la guerre civile catalane des Catalans contre Jean II d'Aragon, Louis XI et Jean II d'Aragon signent le traité de confédération d'Olite le 12 avril 1462 par lequel Louis XI devait garder les comtés de Roussillon et de Cerdagne jusqu'à ce que le roi Jean II lui eût remboursé les 300 000 écus qu'il avait empruntés. Ces comtés ont été rendus dans le traité de Narbonne/Barcelone signé le 19 juin en 1493 par Charles VIII avec Ferdinand le Catholique et Isabelle la Catholique contre leur promesse qu'ils ne forment pas d'alliance contre la France. Pendant l'occupation française, le « boulevard de la mer » un moineau» ou caponnière est construit en 1465 pour défendre l'angle sud-ouest face à la mer.

### La forteresse des rois catholiques aux Habsbourg d'Espagne
Depuis le XVe siècle, le château royal n'est plus une résidence royale mais une forteresse qui abrite une garnison. Après la restitution du comté de Roussillon, Ferdinand le Catholique fait fortifier les fronts nord et ouest par l'ingénieur qui a construit la forteresse de Salses, Francisco Ramiro López.
Dès les années 1490, on commence à renforcer les murailles médiévales. Les travaux s'intensifient au XVIe siècle, à l'initiative de Charles Quint qui commande des améliorations. Le prince héritier Philippe II inspecte les chantiers de la frontière nord de l'Espagne en 1548 et confie à l'ingénieur Joan Botista Palia les aménagements les plus importants, comme ceux du Fort Saint-Elme autour d'une tour médiévale, en aplomb de la ville, ou de la forteresse du palais des Rois de Majorque à Perpignan.

En 1642, les armées au service du roi de France Louis XIII attaquent le Roussillon. Collioure, son port stratégique et son château, sont assiégés par environ 10 000 soldats. Au terme du siège, les Espagnols se rendent et la province passe sous contrôle français.

Armoiries de Philippe II
> Ajout des armes du Portugal en point d'honneur par rapport aux armes paternelles (retrait des territoires "impériaux").

### La citadelle des Bourbons:LouisXIVet Vauban

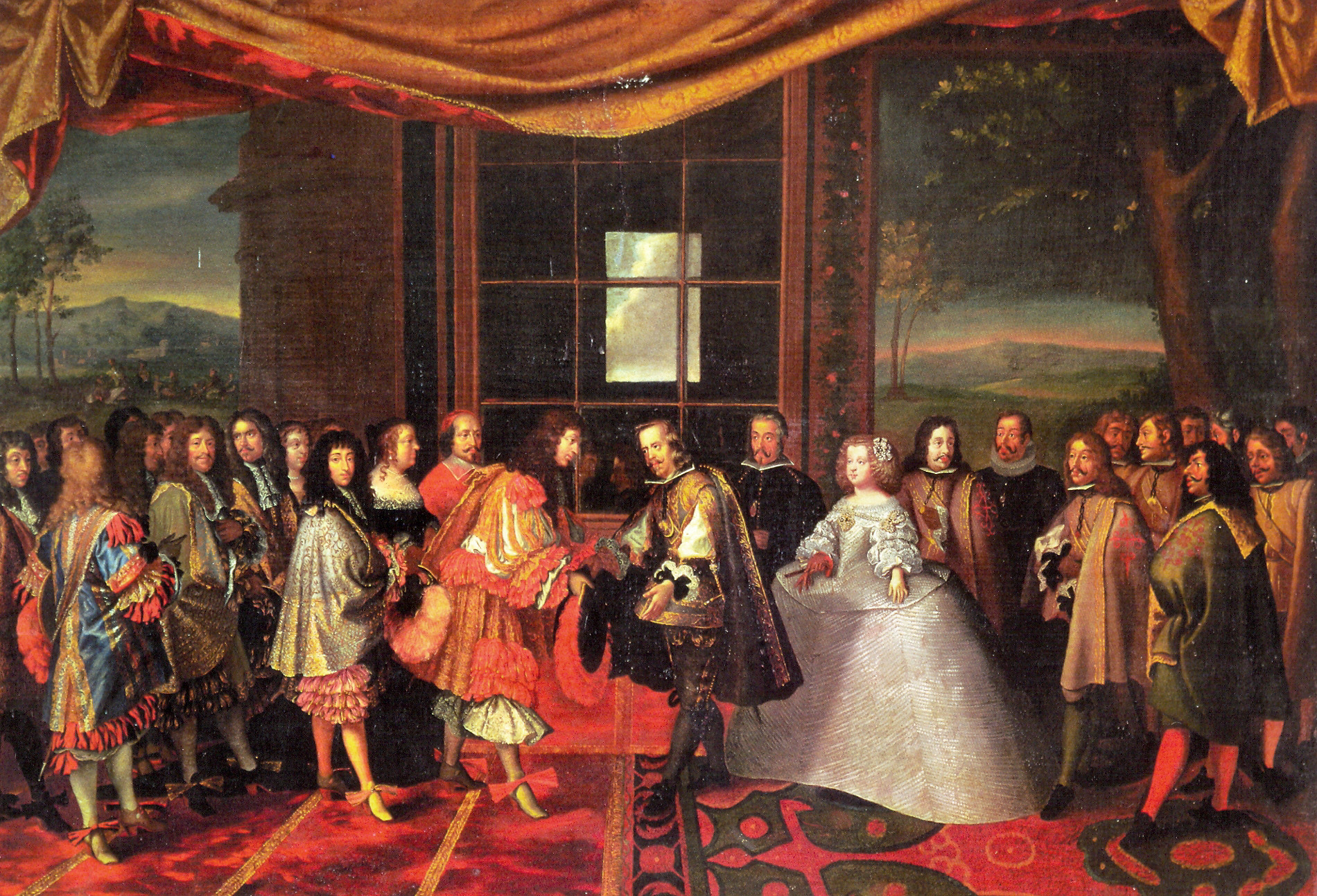
Entrevue de Louis XIV et de Philippe IV (roi d'Espagne) dans l'Île des Faisans en 1659 pour signer le traité des Pyrénées.

La campagne de travaux dirigée à la fin du XVIIe siècle par Vauban et réalisé par l’ingénieur Saint-Hilaire consiste en une surélévation systématique des remparts, en la construction de l'entrée actuelle et de ses fortifications, en aménagements des trois bastions et surtout en la création de la demi-lune. L'ensemble défensif est terminé en 1690. La vieille ville de Collioure devait être détruite pour créer ce bastion ainsi que des glacis défensifs. La destruction de 130 maisons, de la maison-commune, de l'hospice, de rues et de places ainsi que de l'enceinte médiévale a lieu en octobre 1671. L'église fortifiée médiévale fut rasée le 1er février 1673. C’est à la même époque qu’est édifié le fort Miradou sur l’emplacement de l’ancien fort Sainte-Thérèse et qu’est perfectionné le Fort Sait-Elme qui domine les hauteurs de Collioure.

### Le château aux XXe et XXIe siècles
Le château a été rayé du tableau des places de guerre en 1922 et a été classé au titre des monuments historiques le 14 novembre 1922. Le château est transformé en prison en mars 1939 et devient le premier camp disciplinaire destiné aux réfugiés de la Retirada, avec la fin de la guerre civile espagnole. D'autres sont internés au camp de concentration d'Argelès-sur-Mer ou au camp de Rivesaltes.
Sous le régime de Vichy, le lieu est utilisé comme camp de transit pour les « étrangers indésirables ». En 1942 il passe sous le contrôle des forces allemandes. Enfin, il sert en 1945 à enfermer des prisonniers de guerre des forces de l’Axe.
Après la réalisation d’un diagnostic en 2012, des fouilles archéologiques préventives ont été réalisées dans le monument  par le Service Archéologique du Département des Pyrénées-Orientales qui a mis au jour des vestiges et de nombreux objets mobiliers.

## Accueil du public
Le château est la propriété du Conseil départemental des Pyrénées-Orientales, depuis 1952, qui y gère l'accueil du public, la valorisation, la médiation et l'organisation d'événements comme des expositions.

## Cinéma
Dans les années 1950 René Barjavel essaya d'y tourner une adaptation de Barabbas, une pièce de Michel de Ghelderode. Le tournage commença dans le château avec Jean Le Poulain mais dut s'arrêter après une semaine, faute d'argent.